# جان باتيست يانسون
جان باتيست يانسون هو كاهن كاثوليكي بلجيكي، ولد في 22 ديسمبر 1889 في ميشيلين في بلجيكا، وتوفي في 5 أكتوبر 1964 في روما في إيطاليا.

## وصلات خارجية
- جان باتيست يانسون على موقع مونزينجر (الألمانية)